# Архангельське (селище)
Арха́нгельське — селище в Україні, у Високопільській селищній громаді Бериславського району Херсонської області. Колишня назва — Борозна.

## Історія
Біля села міститься курган бронзової доби.
Засноване у 1810 році переселенцями з Чернігівської та Полтавської губерній.
У 1859 році тут мешкало 2017 осіб, налічувалось 315 дворів.
Станом на 1886 рік в селі Олександрівської волості кількість мешканців зросла до 2510 осіб, налічувалось 458 дворів, існувала православна церква Св. Архангела Михаїла, збудована у 1830 році ( розташовувалась на території сучасного будинку культури), 5 лавок, школа та відбувалось 4 ярмарки на рік та базари щосереди.
Під час організованого радянською владою Голодомору 1932—1933 років померло щонайменше 76 жителів селища.
22 червня 1941р. фашистські орди перервали мирне життя України. Під фашистським ярмом селище Архангельське було окуповане з 19 серпня 1941р. На початку серпня 1941р. за рішенням В-Олександрівського райкому партії в Архангельському була створена партизанська група. Очолював її Михайло Якович Ситник. Група готувалась до активних дій. 3 перших днів окупації підпільники були озброєні двома кулеметами та декількома гвинтівками, але 6 вересня 1941 року всі члени підпільної групи - М.Я.Ситник, М.Г.Брага, М.М.Махлай, І. І. Гирченко, П.С.Гуренок, І. А.Сидоренко та А.Г. Короленко, видані одним з учасників групи, були схоплені фашистами та після жорстоких катувань розстріляні в районі залізничної станції Високопілля. На страту підпільників, які трималися надзвичайно мужньо, окупанти зігнали все село. За роки війни 569 жителів селища воювали на фронтах, 132 загинули…
10 березня 1944 року частини 66-го стрілецького корпусу, 61-ої та 69-ої гвардійської' та 333-ої стрілецької дивізії 6-ої армії під командуванням генерал-лейтенанта І. Т.Шльоміна звільнили Архангельське від фашистських загарбників.
Після завершення Другої світової війни почалася відбудова села. Наприкінці 1953 р. на базі двох колгоспів було створено один ( з 1956 р. назва – «Перемога»). За господарством закріпили 6100 га землі. У 1964 р. цегляний завод переобладнали в цех Бериславського заводу будматеріалів. В Архангельському діяли інкубаторна станція та відділення сільгоспхімії.
За роки восьмої п’ятирічки в селі побудували Будинок культури, дитячий садок, 50 житлових будинків, через деякий час – нову будівлю середньої школи, будинок для вчителів школи та ін. , діє лікарня на 35 ліжок, було відкрито 10 магазинів, дві їдальні, кафе.
Сучасне Архангельське має три освітні заклади: дитячий ясла-садок «Теремок», загальноосвітню школу І-ІІІ ступенів, професійно- аграрний ліцей.
12 червня 2020 року, відповідно до Розпорядження Кабінету Міністрів України від № 726-р «Про визначення адміністративних центрів та затвердження територій територіальних громад Херсонської області», увійшло до складу Високопільської селищної громади.
19 липня 2020 року, в результаті адміністративно-територіальної реформи та ліквідації  Високопільського району, увійшло до складу Бериславського району.

### Російське вторгнення в Україну
Під час російського вторгнення в Україну у 2022 році, 13 березня селище було окуповано російськими військами.
3 жовтня ЗСУ звільнили селище від окупантів .
13 листопада у селищі було виявлено тіла подружжя фермерів, що були вбиті російськими військами під час оккупації населеного пункту.

## Населення

### Мова
Розподіл населення за рідною мовою за даними перепису 2001 року:
| Мова            | Кількість | Відсоток |
| --------------- | --------- | -------- |
| українська      | 2189      | 97.16%   |
| російська       | 50        | 2.22%    |
| румунська       | 6         | 0.28%    |
| білоруська      | 3         | 0.14%    |
| вірменська      | 1         | 0.04%    |
| німецька        | 1         | 0.04%    |
| угорська        | 1         | 0.04%    |
| грецька         | 1         | 0.04%    |
| інші/не вказали | 1         | 0.04%    |
| Усього          | 2253      | 100%     |

## Відомі люди
- Гуров Леонід Симонович (1910-1993) — український та молдавський композитор та педагог, заслужений діяч мистецтв Молдавської РСР, професор, народний артист Молдавської РСР, лауреат Державної премії Молдавської РСР.
- Мельник Сергій Васильович (1974—2016) — сержант Збройних сил України, учасник російсько-української війни.